# Enoplotrupes bieti bieti
Enoplotrupes bieti bieti es una subespecie de coleóptero de la familia Geotrupidae.

## Distribución geográfica
Habita en Sichuan (China).